# Kulaga, Sorab
Kulaga là một làng thuộc tehsil Sorab, huyện Shimoga, bang Karnataka, Ấn Độ.